# Liste des titres musicaux numéro un aux États-Unis en 1959
Voici la  liste les titres musicaux ayant eu le plus de succès au cours de l'année 1959 aux États-Unis d'après le magazine Billboard.

## Historique
| Date         | Artiste(s)                       | Titre                     | Référence |
| ------------ | -------------------------------- | ------------------------- | --------- |
| 5 janvier    | The Chipmunks avec David Seville | The Chipmunk Song         |           |
| 12 janvier   | The Chipmunks avec David Seville | The Chipmunk Song         |           |
| 19 janvier   | The Platters                     | Smoke Gets in Your Eyes   |           |
| 26 janvier   | The Platters                     | Smoke Gets in Your Eyes   |           |
| 2 février    | The Platters                     | Smoke Gets in Your Eyes   |           |
| 9 février    | Lloyd Price                      | Stagger Lee               |           |
| 16 février   | Lloyd Price                      | Stagger Lee               |           |
| 23 février   | Lloyd Price                      | Stagger Lee               |           |
| 2 mars       | Lloyd Price                      | Stagger Lee               |           |
| 9 mars       | Frankie Avalon                   | Venus                     |           |
| 16 mars      | Frankie Avalon                   | Venus                     |           |
| 23 mars      | Frankie Avalon                   | Venus                     |           |
| 30 mars      | Frankie Avalon                   | Venus                     |           |
| 6 avril      | Frankie Avalon                   | Venus                     |           |
| 13 avril     | The Fleetwoods                   | Come Softly to Me         |           |
| 20 avril     | The Fleetwoods                   | Come Softly to Me         |           |
| 27 avril     | The Fleetwoods                   | Come Softly to Me         |           |
| 4 mai        | The Fleetwoods                   | Come Softly to Me         |           |
| 11 mai       | Dave "Baby" Cortez               | The Happy Organ           |           |
| 18 mai       | Wilbert Harrison                 | Kansas City               |           |
| 25 mai       | Wilbert Harrison                 | Kansas City               |           |
| 1er juin     | Johnny Horton                    | The Battle of New Orleans |           |
| 8 juin       | Johnny Horton                    | The Battle of New Orleans |           |
| 15 juin      | Johnny Horton                    | The Battle of New Orleans |           |
| 22 juin      | Johnny Horton                    | The Battle of New Orleans |           |
| 29 juin      | Johnny Horton                    | The Battle of New Orleans |           |
| 6 juillet    | Johnny Horton                    | The Battle of New Orleans |           |
| 13 juillet   | Paul Anka                        | Lonely Boy                |           |
| 20 juillet   | Paul Anka                        | Lonely Boy                |           |
| 27 juillet   | Paul Anka                        | Lonely Boy                |           |
| 3 août       | Paul Anka                        | Lonely Boy                |           |
| 10 août      | Elvis Presley                    | A Big Hunk o' Love        |           |
| 17 août      | Elvis Presley                    | A Big Hunk o' Love        |           |
| 24 août      | The Browns                       | The Three Bells           |           |
| 31 août      | The Browns                       | The Three Bells           |           |
| 7 septembre  | The Browns                       | The Three Bells           |           |
| 14 septembre | The Browns                       | The Three Bells           |           |
| 21 septembre | Santo & Johnny                   | Sleep Walk                |           |
| 28 septembre | Santo & Johnny                   | Sleep Walk                |           |
| 5 octobre    | Bobby Darin                      | Mack the Knife            |           |
| 12 octobre   | Bobby Darin                      | Mack the Knife            |           |
| 19 octobre   | Bobby Darin                      | Mack the Knife            |           |
| 26 octobre   | Bobby Darin                      | Mack the Knife            |           |
| 2 novembre   | Bobby Darin                      | Mack the Knife            |           |
| 9 novembre   | Bobby Darin                      | Mack the Knife            |           |
| 16 novembre  | The Fleetwoods                   | Mr. Blue                  |           |
| 23 novembre  | Bobby Darin                      | Mack the Knife            |           |
| 30 novembre  | Bobby Darin                      | Mack the Knife            |           |
| 7 décembre   | Bobby Darin                      | Mack the Knife            |           |
| 14 décembre  | Guy Mitchell                     | Heartaches by the Number  |           |
| 21 décembre  | Guy Mitchell                     | Heartaches by the Number  |           |
| 28 décembre  | Frankie Avalon                   | Why                       |           |